# Менезес, Альфред
Альфред Менезес (англ. Alfred Menezes; родился в 1965 году) — профессор математики в Университете Ватерлоо, соавтор нескольких книг по криптографии, включая Handbook of Applied Cryptography.
Окончил Университет Ватерлоо (B.Math, 1987; M.Math, 1989; Ph.D., 1992).
После 5 лет преподавания в Обернском университете (1992—1997) вернулся в Университет Ватерлоо, где стал профессором математики на факультете комбинаторики и оптимизации (англ. Combinatorics and Optimization).
Также один из основателей Центра прикладных криптографических исследований.
Альфред Менезес занимается исследованиями в области эллиптической криптографии, доказуемой безопасности и других связанных темах.
Менезес организовал порядка 50 конференций по криптографии.
В 2001 году получил медаль (англ. Hall Medal) Institute of Combinatorics and its Applications.

## Книги
Книги и публикации.
- Alfred J. Menezes, Paul C. van Oorschot and Scott A. Vanstone. Handbook of Applied Cryptography (неопр.). — CRC Press, 1996. — ISBN 0-8493-8523-7.
- Hankerson, D.; Scott A. Vanstone; Alfred J. Menezes. Guide to Elliptic Curve Cryptography (неопр.). — New York: Springer, 2004. — (Springer Professional Computing). — ISBN 0-387-95273-X. — doi:10.1007/b97644.
- Alfred J. Menezes. Elliptic Curve Public Key Cryptosystems (неопр.). — Kluwer Academic Publishers, 1993. — ISBN 0-7923-9368-6.
- Alfred Menezes, Ian Blake, Shuhong Gao, Ron Mullin, Scott A. Vanstone, and Tomik Yaghoobian. Applications of Finite Fields (неопр.). — Kluwer Academic Publishers, 1993. — ISBN 0-7923-9282-5.